# Czaplin (rejon homelski)
Czaplin (biał. Чаплін; ros. Чаплин, Czaplin) – osiedle na Białorusi, w obwodzie homelskim, w rejonie homelskim, w sielsowiecie Czaracianka, przy granicy z Ukrainą.